# Hans Osara
Hans Larsson, (finska Hannu Laurinpoika) född cirka 1560, död 1601, var löjtnant i klubbekriget i slutet av 1500-talet. Han var också chef för Klas Flemings militära enhet i Tavastkyro, Finland.

## Biografi
Hans Larssons liv bakgrund är inte helt säker. Vissa källor hävdar att han var son till en pastor i Lampis församling, men vissa hävdar att han var härstammad från Roth-familjen, eventuellt son till Lars Hansson Roth.
1588 hade han tjänat som kavallerist med rang som löjtnant Valentin Göding. 1594, två år före klubbekriget, beviljade Sigismund III Vasa Hans Larsson på grund av hans lojalitet till kungen, ett Osara-hus och fem vildmarkshus i Pakula från Tavastkyro, som senare blev Osara herrgård. Tre år efter bondeopprorets nederlag gav Sigismund också hela den nitton bondgårdsbyen Inkula, Viljakkala. Som herrgårdens herre var Hans Larsson den mest mäktiga och rikaste mannen i byn Osara och i hela Tavastkyro.
När Hertig Karl blev kung av Sverige 1600, inledde han rättegångar mot det andra inblandade partiet, mot Sigismund och Flemings supportrar. Hans Larsson fängslades också snart och ställdes till rätta. Han försökte påverka domen genom att överklaga hans adel, men han hade inte nödvändiga bevis eftersom ryssarna hade bränt dokumenten under kriget 1575-1595. Larsson dömdes till döds 1601. Den exakta dagen för avrättningen är osäker, men han förklarades död den 14 oktober 1601 i Tavastkyros distriktet och hans fru Kirstin nämns som en änka. Efter att ha fått sin dom förlorade han sin lokaler i Osara och Inkula.
Hans Larsson och Kirstin var kända för att ha bara tre döttrar: Margareta, Brita och Kerstin.